# Stockton Kings 2019-2020
La stagione 2019-20 degli Stockton Kings fu la 12ª nella NBA D-League per la franchigia.
Gli Stockton Kings al momento dell'interruzione della stagione a causa della pandemia da COVID-19, erano primi nella Pacific Division con un record di 24-19.

## Roster
|    | Naz.                     | Ruolo | Sportivo        | Anno | Alt. | Peso |
| -- | ------------------------ | ----- | --------------- | ---- | ---- | ---- |
| 0  | Porto Rico (bandiera)    | A     | Isaiah Piñeiro  | 1995 | 201  | 98   |
| 1  | Stati Uniti (bandiera)   | G     | Marcus Graves   | 1996 | 185  | 85   |
| 2  | Stati Uniti (bandiera)   | G     | Cody Demps      | 1993 | 193  | 88   |
| 3  | Stati Uniti (bandiera)   | G     | Tyler Ulis      | 1996 | 178  | 68   |
| 4  | Stati Uniti (bandiera)   | G     | Randy Onwuasor  | 1995 | 191  | 95   |
| 6  | Stati Uniti (bandiera)   | GA    | A.J. Davis      | 1995 | 206  | 98   |
| 7  | Stati Uniti (bandiera)   | G     | Kyle Guy        | 1997 | 188  | 77   |
| 8  | Stati Uniti (bandiera)   | C     | Jalen Reynolds  | 1992 | 208  | 104  |
| 8  | Stati Uniti (bandiera)   | G     | Isaiah Wright   | 1996 | 188  | 82   |
| 12 | Stati Uniti (bandiera)   | C     | Eric Mika       | 1995 | 208  | 106  |
| 15 | Stati Uniti (bandiera)   | G     | Kendall Smith   | 1995 | 191  | 86   |
| 17 | Stati Uniti (bandiera)   | G     | Isaiah Canaan   | 1991 | 183  | 91   |
| 17 | Sudan del Sud (bandiera) | A     | Wenyen Gabriel  | 1997 | 206  | 97   |
| 19 | Stati Uniti (bandiera)   | GA    | DaQuan Jeffries | 1997 | 196  | 104  |
| 22 | Stati Uniti (bandiera)   | A     | Robert Franks   | 1996 | 201  | 102  |
| 22 | Nigeria (bandiera)       | G     | Gabe Vincent    | 1996 | 191  | 91   |
| 23 | Stati Uniti (bandiera)   | A     | Derrick Griffin | 1993 | 201  | 104  |
| 28 | Porto Rico (bandiera)    | A     | Kevin Young     | 1990 | 203  | 90   |
| 34 | Stati Uniti (bandiera)   | G     | Hollis Thompson | 1991 | 203  | 93   |
|    | Stati Uniti (bandiera)   | GA    | Justin James    | 1997 | 201  | 86   |
|    | Stati Uniti (bandiera)   | AC    | Caleb Swanigan  | 1997 | 206  | 118  |

## Staff tecnico
- Allenatore: Tyrone Ellis
- Vice-allenatori: Tyler Gatlin, Rico Hines, Kyle Nishimoto
- Preparatore atletico: Katie Luhring